# Nicolas Houël
Pour les articles homonymes, voir Houël.
Nicolas Houël (1524?-1587), est un apothicaire et herboriste philanthrope français.

## Biographie
Nicolas Houël est vraisemblablement né en 1524. Il est reçu maître apothicaire en 1548.
Après avoir été apothicaire durant trente ans rue de la Truanderie à Paris, Houël consacre la dernière partie de sa vie à la philanthropie. Selon Paul Dorveaux, Houël était riche et influent : il a été maître juré en 1556-1557, et ordonnateur de travaux artistiques auprès de Catherine de Médicis. En 1576 il s'adresse au roi Henri III pour fonder une institution d'aide aux malades indigents et aux orphelins. Son projet vise à enseigner aux orphelins l' « Art de l'apothicairerie » afin de les préparer à un métier nécessaire, tout en distribuant des remèdes aux nécessiteux. Houël s'installe d'abord près du Temple, dans la « Maison des Enfants-Rouges », fondée en 1536 par le roi François Ier.
En 1578, l'institution déménage dans l'ancien hôpital de Lourcine (aujourd'hui Broca), ruiné mais alors restauré, appelé aussi « hôtel-Dieu des Patriarches », au faubourg Saint-Marcel. Depuis 1559, on y reçoit les gens contaminés par la maladie des troupes de Charles VIII revenues d'Italie. Depuis 1496 ces patients étaient entassés dans l'hôtel-Dieu de Paris ou dans des granges, rue du Sépulcre. Houël s'engageait contractuellement vis-à-vis du roi à assurer aux orphelins gîte, repas, habillement et enseignement. Le long de la Bièvre, sur la « terre d'Alez », site du futur Jardin royal des plantes médicinales (actuellement le Jardin des plantes, siège du Muséum national d'histoire naturelle), ils apprennent notamment la botanique, l'herboristerie et la pharmacie ; dans l'« hôtel-Dieu des Patriarches », des éléments de théologie et de littérature.
Dans la nuit du 8 au 9 avril 1579, une soudaine crue de la Bièvre, ultérieurement qualifiée de « déluge du faubourg Saint-Marcel », emporte douze bâtisses, noie des dizaines de gens surpris dans leur sommeil, et endommage gravement le domaine d'Houël et plus spécialement l'apothicairerie et la séminothèque. Pendant cette crue qui dura une journée et une nuit encore, l'eau monta de 4 à 5 mètres, atteignant le deuxième étage des maisons : les dégâts se montèrent à environ 50 000 écus, une somme énorme même pour Houël, mais celui-ci ne perdit pas le soutien du roi qui l'aida à financer les réparations. Pour éviter que ses plantes médicinales soient encore emportées par la Bièvre, Houël fit défricher un « terrain des vieux fossés » pentu, situé de l'autre côté de la rue de Lourcine, et montant vers la rue de l'Arbalète.
Il meurt en 1587 à Paris.

## Publications
Houël a publié de nombreux et divers ouvrages, certains dans le domaine de la culture comme l'« Histoire de la reine Artemise », d'autres dans le domaine de l'art, comportant des dessins et des sonnets, d'autres encore dans le domaine de la science et plus précisément de la pharmacie comme son Pharmaceutique, son Traité de la peste (1573), ou son  Traité de la Thériaque et Mithridat. Ces ouvrages mêlent considérations philosophiques, foi religieuse, désir de charité envers les pauvres, les malades et les orphelins. Houël dépensa toute sa fortune pour son œuvre philanthropique, vivant lui-même très modestement surtout vers la fin de sa vie.

## Hommage
Après Nicolas Houël qui meurt en 1587, Audens poursuit ses travaux et aussi ses cours sur le site du futur Jardin des plantes. En 1624, un arrêt du Grand Conseil confie l'administration de sa fondation à la guilde des apothicaires-épiciers. Quelque temps ensuite, celle-ci abandonne les anciens terrains et bâtisses pour ne conserver que le « terrain des vieux fossés ». En 1882, la fondation déménage dans de nouveaux bâtiments, avenue de l'Observatoire. En 1905 la rue ouverte par-dessus la Bièvre désormais canalisée et couverte, reçoit le nom de Nicolas Houël, tardive revanche sur le « déluge du faubourg Saint-Marcel ». Entre-temps, le « terrain des vieux fossés » que Nicolas Houël avait fait défricher, est dénommé à tour de rôle « Jardin des Apothicaires », « Collège de pharmacie », « École gratuite de pharmacie », et enfin « École de pharmacie de Paris », dispensant sans discontinuer un enseignement public et gratuit de la pharmacie, conformément aux vœux d'Houël formulés en 1576 devant le roi Henri III. À ce titre, Houël est considéré comme le fondateur de la faculté de pharmacie de Paris.